# Nailea Norvind
Nailea Norvind (Mexikóváros, Mexikó, 1970, február 16. –) mexikói színésznő.
Legismertebb szerepei Paula a Szeretők és riválisok és Viviana Meyer Montenegro de San Roman az Árva angyal című telenovellákból.

## Filmográfia

### Film
- Robe of Gems (Isabel) (2022)
- El club de los idealistas (Abigail) (2020)
- Chronic (2015) (Laura)
- The Incident (2014) (Sandra)
- After Lucia (2012) (Biztosítási képviselő)
- La Otra Familia (2011) Nina Cabrera
- Gaby: A True Story (1987)  Terry
- The Bermuda Triangle (1978) (Diabolical Doll)

### Televízió

#### Televíziós műsorok
- Capadocia 2. évad (2010) Diane
- Tiempo Final
- Hermanos y Detectives
- Mujeres Asesinas
- Big Brother VIP: México (2002)
- Diseñador ambos sexos (2001)
- Cachún cachún ra ra! (1985–1987) Aïda

#### Telenovellák
- Vencer la ausencia (2022) Flavia Vilchis
- Cuna de lobos (2019) Ámbar Reyes
- La candidata (2016–2017) Teresa Rivera
- Fiorella Fiorella Muchacha italiana viene a casarse (2014–2015) Federica Ángeles  (Magyar hangja: Ábrahám Edit)
- Crónica de castas (2014) Elena
- Sr. Ávila (2013–2018) María Ávila
- Bűnös vágyak Abismo de pasión (2012) Begoña de Tovar (Magyar hangja: Huszárik Kata)
- Como dice el dicho (2011) Sandra
- Para Volver a Amar (2010–2011) Valeria Andrade de Longoria/Marleni Esparza
- Capadocia (2010) Diane
- Hermanos y detectives (2009) Ismeretlen szerep
- Árva angyal Cuidado con el Angel (2008–2009) Viviana Meyer Montenegro de San Román (Magyar hangja: Kiss Virág)
- Mujeres Asesinas (2008) Martha, Asfixiante
- Rebelde (2004–2006) Marina Cáceres Colucci
- Mujer de Madera (2004) Viviana
- Szeretők és riválisok Amigas y rivales (2001) Paula Morell (Magyar hangja: Böhm Anita)
- Mujer, Casos de la Vida Real (2001) Elena
- María del Carmen Abrázame muy fuerte (2000–2001) Déborah Falcón de Rivero (Magyar hangja: Kökényessy Ági)
- Amor gitano (1999) Isa Valenti
- Preciosa (1998) Valeria San Román de Santander
- Derbez en cuando (1998) Teresa "Teresita"
- Cuando llega el amor (1990) Alejandra Contreras
- Lo blanco y lo negro (1989) Selma Alcazár
- Encadenados (1988) Mariela
- Quinceañera (1987) Leonor
- Pobre juventud (1986) Gaby
- Cachún cachún ra ra! (1985–1987) Aïda
- Guadalupe (1984) Nani
- Chispita (1983) Sarita

## Színház
- Edward II
- Memoria
- Electra
- Opción Múltiple (2004)
- Muerte Súbita
- Las mariposas son libres
- Honor
- Casa de muñecas
- Robin Hood
- Jesucristo Superestrella (Jesus Christ Superstar)
- Kumán
- José el soñador (Joseph and the Amazing Technicolor Dreamcoat)
- Those Darn Kids
- Genesis One